# Isodrapetis nitidiuscula
Isodrapetis nitidiuscula är en tvåvingeart som beskrevs av Adrian R.Plant 1999. Isodrapetis nitidiuscula ingår i släktet Isodrapetis och familjen puckeldansflugor. Inga underarter finns listade i Catalogue of Life.